# Strašidelný dům

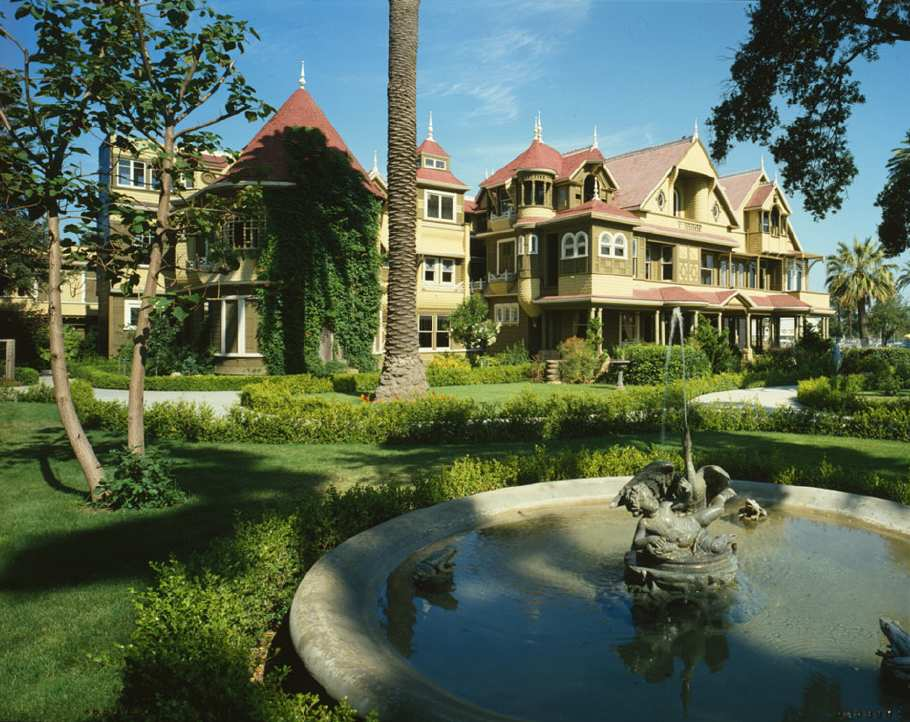
Dům Winchesterů, kde údajně straší

Strašidelný dům je dům nebo jiná budova, o kterém se věří, že je obýván duchy zemřelých, kteří mohou být bývalými obyvateli nebo vlastníky. Parapsychologové přisuzují strašení duchům zemřelých nebo jako jev, který je následkem násilných nebo tragických událostí v budově, jako třeba vražda, sebevražda nebo náhlá smrt. Nabízejí se též vysvětlení na bázi Occamovy břitvy, která přisuzují jevy spojované se strašením dezinterpretaci přirozených zvuků v konstrukcích, živým snům, lidské ovlivnitelnosti a přítomnosti toxických látek, které mohou způsobit halucinace.
V roce 2005 se konal ve Spojených státech amerických, v Kanadě a ve Spojeném království průzkum Gallup Poll, který ukázal, že lidé věří ve strašidelné domy více než v jakékoliv jiné paranormální jevy – 37 % Američané, 28 % Kanaďané a 40 % v případě Britů.

## Zámecká a hradní strašidla
Kromě podání o domech, kde straší, existují také podání o zámcích a hradech, ve kterých má strašit. Mezi nejznámější zámecká a hradní strašidla v Česku patří bílé paní Markéta z Hradce a Perchta z Rožmberka, straší ale i Zvíkovský rarášek, černá paní Marie Magdalena v Novém Městě nad Metují, černí kohouti, červení kohouti, čerti, draci, kapucín, černý kočár, morové vojsko, černí psi, bezhlaví rytíři, skřítci, správcové panství, vlci, zvuky.
V literatuře se takové strašidlo objevuje například v příběhu Strašidlo cantervillské Oscara Wildea.

## Strašidelný dům ve Strašicích
V roce 2009 se česká média, vědci i paravědci zajímali o tzv. strašidelný dům ve Strašicích, kde se odehrávaly záhadné jevy jako samovolné hoření zásuvek, praskání skel a žárovek a podobně. Mluvčí ČEZ na konci října prohlásil, že jde o vysokofrekvenční jevy, které nejsou popsány v žádné odborné literatuře, a že svědky jevů byli i dva technici ČEZ. Člen klubu skeptiků Sisyfos a bývalý ředitel Fyzikálního ústavu ČSAV Luděk Pekárek naproti tomu tvrdil, že vysvětlovat dění v domě působením nějaké nahromaděné energie nebo dokonce nadpřirozenými silami je nesmysl a příčiny je třeba hledat v lidech a ne v nějakých vnějších silách a elektromagnetických polích. Studie Ing. Cimbolince pro firmu ČEZ Distribuce určila jako příčinu daných jevů rekonstrukci železniční tratě a nádraží v Rokycanech. Koleje byly spojeny s lokomotivami a s kolejemi, jak se ukázalo, bylo spojeno v Rokycanech, i když nezáměrně, staré kovové potrubí s asfaltovou izolací. Na elektrifikované železniční trati vznikající vysokofrekvenční signál se tedy šířil do vzdálenějších míst díky kovové trubce v zemi (kam se dostal galvanickou vazbou), která je dobrý vodič. Po odkrytí zeminy před domkem Mračkových se vysokofrekvenční energie (dosud pohlcovaná zeminou) dostala až na základový zemnič, který je u Mračků pod celým domem a sloužil za jakousi anténu, zachycující vysokofrekvenční energii z potrubí. Skutečně také po tom, co bylo potrubí zahrnuto, ustaly u Mračků výboje v zásuvkách a už jenom vyskakovaly jističe. Jističe vypadávaly později i v Hořovicích s tím, jak pokračovaly práce na trati. Příčina tohoto jevu nebyla 8. července 2010 vysvětlena.

## Fikce a atrakce
Strašidelné domy se často vyskytují v gotické fikci a jako druh atrakce v zábavních parcích. Jeden z nejznámějších případů je popsán v knize Horor v Amityville.